# Панамериканский чемпионат по дзюдо 1988
Панамериканский чемпионат по дзюдо 1988 года прошёл в столице Аргентины Буэнос-Айресе под эгидой Панамериканского союза дзюдо. Чемпионат был 17-м по счёту. Наиболее успешным было выступление кубинских спортсменов, завоевавших 16 наград: 7 золотых, 4 серебряных и 5 бронзовых. Всего наград удостоились дзюдоисты из 11 стран.

## Медалисты

### Мужчины
| Категория            | Золото                      | Серебро                     | Бронза                                                       |
| -------------------- | --------------------------- | --------------------------- | ------------------------------------------------------------ |
| до 56 кг             | Луис Росадо · Пуэрто-Рико   | Кампаниони · Куба           | Сумио Цуимото · Бразилия Вильфредо Симанкас · Венесуэла      |
| до 60 кг             | Серхио Пессоа · Бразилия    | Джеймс Педро · США          | Игнасио Саю · Куба Гильберто Пина · Доминиканская Республика |
| до 65 кг             | Рожерио Сампайо · Бразилия  | Клаудио Яфусо · Аргентина   | Исмаил Лупутей · Куба Орландо Кеспедес · Парагвай            |
| до 71 кг             | Луис Онмура · Бразилия      | Федерико Вискарра · Мексика | Ромуло Альварес · Венесуэла Хесус Меса · Куба                |
| до 78 кг             | Андрес Рамос · Куба         | Гастон Гарсиа · Аргентина   | Рене-Клод Коте · Канада Мэнни Коста · США                    |
| до 86 кг             | Сандро Лопес · Аргентина    | Хорхе Боннет · Пуэрто-Рико  | Кристоф Лейнингер · США Хосе Росабал · Куба                  |
| до 95 кг             | Аурелиу Мигел · Бразилия    | Хорхе Варди · Аргентина     | Лео Уайт · США Белармино Сальгадо · Куба                     |
| свыше 95 кг          | Франк Гарсиа · Куба         | Энцо Гианелли · Венесуэла   | Рохерио Черобим · Бразилия Том Гринвэй · Канада              |
| Абсолютная категория | Фредерико Флекса · Бразилия | Хорхе Фис Кастро · Куба     | Энцо Гианелли · Венесуэла Анджело Руис · Пуэрто-Рико         |

### Женщины
| Категория            | Золото                   | Серебро                     | Бронза                                                      |
| -------------------- | ------------------------ | --------------------------- | ----------------------------------------------------------- |
| до 45 кг             | Легна Вердесия · Куба    | Валери Готей · США          | Рената Силва · Бразилия Берта Осуна · Венесуэла             |
| до 48 кг             | Бонелли, Марисела · Куба | Лайн Пойриер · Канада       | Мария Виллапол · Венесуэла Мария Гонсалес · Чили            |
| до 52 кг             | Марица Карденас · Куба   | Кармен Родригес · Венесуэла | Карла Мело · Бразилия Йо Квиринг · США                      |
| до 56 кг             | Сесилия Алакан · Куба    | Натали Госселин · Канада    | Кейт Донахью · США                                          |
| до 61 кг             | Лилико Огасавара · США   | Мириэла Альфонсо · Куба     | Манилис Сегарра · Пуэрто-Рико Мариэль Квинтиери · Аргентина |
| до 66 кг             | Одалис Реве · Куба       | Сандра Гривс · Канада       | Лаура Мартинел · Аргентина                                  |
| до 72 кг             | Кристин Пеник · США      | Элисон Вэбб · Канада        | Эрнандес · Венесуэла Сорая Андре · Бразилия                 |
| свыше 72 кг          | Маргарет Кастро · США    | Флорентина Квинтана · Куба  | Джейн Паттерсон · Канада Росемери Сальвадор · Бразилия      |
| Абсолютная категория | Маргарет Кастро · США    | Францис Гомес · Венесуэла   | Сорая Андре · Бразилия Джейн Паттерсон · Канада             |

## Медальный зачёт
*   Принимающая страна (Аргентина)
| Место           | Страна                   | Золото | Серебро | Бронза | Всего |
| --------------- | ------------------------ | ------ | ------- | ------ | ----- |
| 1               | Куба                     | 7      | 4       | 5      | 16    |
| 2               | Бразилия                 | 5      | 0       | 7      | 12    |
| 3               | США                      | 4      | 2       | 5      | 11    |
| 4               | Аргентина*               | 1      | 3       | 2      | 6     |
| 5               | Пуэрто-Рико              | 1      | 1       | 2      | 4     |
| 6               | Канада                   | 0      | 4       | 4      | 8     |
| 7               | Венесуэла                | 0      | 3       | 6      | 9     |
| 8               | Мексика                  | 0      | 1       | 0      | 1     |
| 9               | Доминиканская Республика | 0      | 0       | 1      | 1     |
| 9               | Парагвай                 | 0      | 0       | 1      | 1     |
| 9               | Чили                     | 0      | 0       | 1      | 1     |
| Всего стран: 11 | Всего стран: 11          | 18     | 18      | 34     | 70    |